# Sławomir Adamus
Sławomir Adamus (ur. 6 lipca 1961 w Jędrzejowie) – polski piłkarz, a obecnie trener piłkarski. 
Sławomir Adamus jest wychowankiem Naprzodu Jędrzejów. Grał również m.in. w Koronie Kielce i Błękitnych Kielce, a w barwach Stali Stalowa Wola i KSZO Ostrowiec Św. rozegrał 30 meczów w pierwszej lidze. Piłkarską karierę zakończył w 2001, po czym został trenerem. Ukończył Szkołę Trenerską Ryszarda Kuleszy. Posiada licencję trenerską Polskiego Związku Piłki Nożnej, uprawniającą go do prowadzenia zespołów na poziomie Ekstraklasy.
Początkowo Adamus był asystentem Czesława Palika w Stali Stalowa Wola, a po spadku tej drużyny do trzeciej ligi w sezonie 2002/2003 objął posadę pierwszego trenera. Zwolniony został we wrześniu 2003, jednak już latem następnego roku ponownie był jej szkoleniowcem i funkcję tę pełnił do marca 2007. W tym czasie wywalczył ze Stalą awans do drugiej ligi.
Po zwolnieniu ze Stali Stalowa Wola Adamus został zatrudniony w Ruchu Wysokie Mazowieckie, gdzie pracował od czerwca 2007 do kwietnia 2008, po czym został zwolniony, pomimo iż prowadzony przez niego klub zajmował w tabeli pierwsze miejsce i był bliski awansu do nowo utworzonej Unibet pierwszej ligi. W sezonie 2008/2009 był szkoleniowcem grającej w trzeciej lidze Łady Biłgoraj, a od lipca 2009 do maja 2010 prowadził Stal Kraśnik. 30 czerwca 2010 ponownie objął Stal Stalową Wolę.

## Życie prywatne
Sławomir Adamus urodził się 6 lipca 1961 w Jędrzejowie. Jego żona ma imię Maria, ma z nią córkę Patrycję.
W 2005 Adamus został jednym z dwudziestu kandydatów oficjalnego serwisu KSZO Ostrowiec Św., kszo.info, na najlepszego obrońcę w historii ostrowieckiej drużyny. Zwycięzcą został Rafał Lasocki, drugie miejsce zajął Benedykt Nocoń, a na trzeciej pozycji uplasował się Mariusz Jop.

## Kariera piłkarska

### Korona Kielce (1983–1988)
Sławomir Adamus rozpoczynał piłkarską karierę w Naprzodzie Jędrzejów. Wraz z nim w sezonie 1983/1984 grał w rozgrywkach IV ligi. W 1984 przeszedł do Korony Kielce, która do nowego sezonu przystąpiła w nieco zmienionym składzie. Jej szeregi uzupełnili również Krzysztof Wojtowicz z Motoru Lublin, Stanisław Wesołowski z Zenitu Chmielnik, Tomasz Tokarczyk z Ruchu Skarżysko i wychowanek Piotr Gil w bramce, będący zmiennikiem Stanisława Goski. W pierwszym spotkaniu Korona zremisowała z Polonią w Warszawie 0:0, a potem w Kielcach przegrała z Polonią Bytom 1:4 i z Avią Świdnik 0:2, zajmując po trzech kolejkach przedostatnie miejsce w tabeli. Dopiero po zwycięstwie ze Stalą Rzeszów 2:1 nastąpiło przełamanie złej passy. Po jedenastu kolejkach kielecka drużyna awansowała na szóste miejsce, ale ostatecznie rundę jesienną ukończyła na dwunastej pozycji. W ogólnym rozrachunku zespół prowadzony przez Czesława Fudaleja uplasował się na ósmym miejscu w tabeli.
W kolejnym sezonie Korona zajęła w tabeli dziewiątą lokatę, a w następnym uplasowała się na trzynastym, spadkowym miejscu. W związku z reorganizacją drugiej ligi Korona miała jeszcze szansę dalszego bytu w tym gronie. Musiała jednak wygrać baraż z radomską Bronią. Pierwszy mecz w Kielcach zakończył się wynikiem 2:2, zaś w Radomiu 1:1. Ten rezultat premiował piłkarzy Broni. Po degradacji drużyny do trzeciej klasy rozgrywkowej zespół opuścili czołowi gracze, jednak Adamus wraz z bramkarzem Tadeuszem Misiem, Stanisławem Wesołowskim, Leszkiem Boryckim, Leszkiem Wójcikiem i Markiem Czyżkowskim pozostał w klubie. Z biegiem czasu zespół uzupełniany był głównie własnymi wychowankami. W sezonie 1987/1988 Korona o powrót do drugiej ligi walczyła z Górnikiem Łęczna. Obie drużyny do samego końca rozgrywek toczyły ze sobą wyrównaną walkę. W 26 meczach zdobyły po 48 punktów i o promocji zadecydował lepszy bilans bramek Górnika Łęczna. Również w sezonie 1987/1988 zespół Korony zagrał po raz pierwszy oficjalne mecze derbowe ze Stadionem Kielce. Latem 1988 Adamus związał się kontraktem ze Stalą Stalowa Wola.

### Stal Stalowa Wola (1988–1993)
Stal Stalowa Wola w sezonie 1987/1988 po raz pierwszy w swojej historii grała w pierwszej lidze, jednak nie sprostała innym drużynom i zajmując ostatnie, 16. miejsce, spadła na jej zaplecze. Przez następne dwa lata była czołową drużyną drugiej ligi, a w rozgrywkach 1990/1991 wygrała je, plasując się na 1. miejscu w tabeli. Adamus był wówczas podstawowym zawodnikiem swojego zespołu. Również po awansie nie utracił miejsce w pierwszej jedenastce – zagrał w 29 meczach. Pomimo ambicji pozostania wśród najlepszych drużyn dłużej niż przez rok, Stal spadła do drugiej ligi, mając jedynie 3 punkty straty do Olimpii Poznań, która pozostała w Ekstraklasie. Dotarła również do ćwierćfinału pucharu Polski (odpadła po dwumeczu ze Stilonem Gorzów Wielkopolski), co jest jej najlepszym osiągnięciem do tej pory. W kolejnych rozgrywkach klub ze Stalowej Woli wywalczył awans, jednak Adamus nie pozostał w drużynie. Latem powrócił do Kielc, gdzie został zawodnikiem Błękitnych. Z nowym zespołem rywalizował w drugiej lidze. 

### KSZO Ostrowiec Świętokrzyski (1994–1997)
W 1994 Adamus podpisał kontrakt z KSZO Ostrowiec Św., który od początku lat 90. grał w trzeciej lidze. Długo oczekiwany awans do drugiej ligi zrealizował się dopiero w 1995. Piłkarze KSZO, trenowani przez Janusza Batugowskiego, zwycięsko wyszli z decydującego o awansie meczu z Górnikiem Łęczna (towarzyszyła temu słynna afera z taśmą magnetofonową, na której rzekomo nagrana była rozmowa kilku piłkarzy KSZO i Górnika z góry ustalających wynik meczu, nikomu jednak niczego nie udowodniono) i uzyskali upragnioną promocję. Pomimo iż zespół w kolejnych rozgrywkach był bliski spadku, to w sezonie 1996/1997 zajął drugie miejsce w tabeli i po raz pierwszy w historii wywalczył awans do Ekstraklasy. Pobyt w gronie najlepszych okazał się krótki, bo trwał zaledwie sezon. KSZO uplasował się na siedemnastej, przedostatniej, pozycji i pożegnał się z pierwszą ligą. Adamus opuścił jednak drużynę już w przerwie zimowej, a jesienią zagrał w jednym pojedynku – wystąpił przez pełne 90 minut w spotkaniu trzeciej kolejki z Górnikiem Zabrze, które KSZO przegrał 4:5, a hat tricka strzelił wówczas Mirosław Budka.

### Dalsza kariera (1998–2001)
Po odejściu z KSZO Adamus został ponownie zawodnikiem Błękitnych Kielce, dla których sezon 1997/1998 był jednym z ostatnich – w 2000 drużyna ta została zlikwidowana, a na bazie klubu MKS Korona Kielce powstał zespół, który przyjął nazwę Kielecki Klub Piłkarski Korona Kielce. W zasadzie był to transfer zawodników klubu GKS Błękitni do drużyny Korony Kielce, a zespół został zgłoszony do rozgrywek trzeciej ligi. Adamus z Błękitnych Kielce odszedł jednak wcześniej – w 1998. Na jeden sezon powrócił wówczas do Stali Stalowa Wola, która po raz kolejny walczyła o awans do pierwszej ligi. W 1999 związał się kontraktem z Pogonią Staszów, a w rundzie jesiennej sezonu 2001/2002 po raz kolejny był piłkarzem Stali.

## Kariera trenerska

### Stal Stalowa Wola (2002–2007)
Sławomir Adamus ukończył Szkołę Trenerską Ryszarda Kuleszy. Od 1997 pracował ze stalowowolską młodzieżą. Po zakończeniu piłkarskiej kariery objął posadę drugiego trenera Stali Stalowa Wola, którą prowadził wówczas Czesław Palik. W sezonie 2002/2003 zespół zajął w drugiej lidze 14. miejsce i spadł na trzeci szczebel rozgrywkowy. Po zakończeniu nieudanych dla klubu rozgrywek szykowała się duża rewolucja kadrowa. Palik otrzymał propozycję pracy w KSZO Ostrowiec Św., którą przyjął jeszcze w czerwcu. W gronie kandydatów na zajęcie piastowanego przez niego miejsca pojawiły się kandydatury Adamusa, Janusza Batugowskiego, Ryszarda Kuźmy, Stanisława Gielareka i Włodzimierza Gąsiora. Ostatecznie, 26 czerwca 2003 Adamus został wybrany na funkcję trenera pierwszego zespołu. W roli szkoleniowca zadebiutował w lipcu, podczas spotkania z Sandecją Nowy Sącz, rozegranego w ramach pucharu Polski i wygranego 1:0 przez prowadzony przez niego zespół po golu Dariusza Michalaka. W drugiej rundzie Stal nie sprostała jednak GKS-owi Katowice i po porażce 1:3 odpadła z rozgrywek o wywalczenie krajowego trofeum. W rozgrywkach ligowych Stal spisywała się poprawnie, jednak po porażce w ósmej kolejce z Tomasovią Tomaszów Lub. Adamus został zwolniony, a jego miejsce zajął dotychczasowy asystent, Bogusław Szopa.
Po zakończeniu sezonu 2003/2004, w którym Stal uplasowała się na 9. miejscu w tabeli trzeciej ligi, Adamus ponownie został jej trenerem. W połowie sierpnia 2004 wraz z drugim szkoleniowcem, Jerzym Hnatkiewiczem, zakończył kompletowanie składu na kolejne rozgrywki. Do zespołu ściągnął między innymi Stanisława Bednarza, który początkowo według niego miał być tylko kolejnym napastnikiem, lecz ze względu na liczne kontuzje wśród zawodników linii ataku zyskał miano ważnego ogniwa. Pomimo słabej dyspozycji zespołu w sezonie 2004/2005, w którym klub zajął trzynaste miejsce, Adamus pozostał w drużynie. Przed kolejnymi rozgrywkami zadeklarował jednak, że prowadzony przez niego zespół chce grać o coś więcej niż tylko o utrzymanie się w lidze. Stabilizacja finansowa w zespole Stali pozwoliła na przeprowadzenie udanych transferów. Stal w sezonie 2005/2006 spisywała się dużo lepiej niż rok wcześniej, co spowodowało, że na koniec zajęła drugie miejsce, które dało jej prawo gry w barażach. W nich spotkała się z HEKO Czermno i pokonała świętokrzyski zespół w dwumeczu. Adamus przyznał później, że kluczem do zwycięstwa był charakter, który spowodował, że prowadzeni przez niego piłkarze okazali się lepsi od HEKO. W sezonie 2006/2007 Stal nie grała już tak dobrze. Po rundzie jesiennej zajmowała 12. pozycję z dorobkiem 18 punktów. Wiosną zapowiadała się bardzo ciężka walka o obronę drugoligowego bytu, tym bardziej, że klub dysponował jednym z najmniejszych budżetów w rozgrywkach, w związku z czym nie stać go było na spektakularne wzmocnienia. Budżet Stali wynosił 2 mln zł i to na wszystkie sekcje. Głównie z tego powodu w przerwie zimowej wielu zawodników, z którymi rozmowy prowadził Adamus, nie zasiliło szeregów stalowowolskiej drużyny. W dwudziestej serii spotkań przegrała na wyjeździe 0:3 z Polonią Warszawa. Po meczu Adamus został zwolniony. O tym, że stracił pracę, dowiedział się z gazety. Powodem zwolnienia były złe transfery oraz nieodmłodzenie kadry zespołu.

### Ruch Wysokie Mazowieckie i Łada Biłgoraj (2007–2009)
Przed sezonem 2007/2008 Adamus objął posadę trenera Ruchu Wysokie Mazowieckie. Prowadzony przez niego zespół szybko uzyskał przewagę punktową nad innym klubami i był bliski awansu do zaplecza Ekstraklasy. Pod koniec kwietnia 2008, po przegranym 1:3 domowym meczu z Dolcanem Ząbki, Admus został nieoczekiwanie zwolniony. Sam przyznał jednak, że nie porażka był głównym powodem jego zwolnienia. Przede wszystkim nie dawał sobie narzucić żadnych podpowiedzi z boku. Nawet już nie dotyczących ustalania składu, ale godzin rozpoczęcia treningów. Miejscowi działacze zmieniali je mu. Wcześniej zastanawiał się, czy samemu się nie zwolnić. 
W lipcu 2008 Adamus został trenerem spadkowicza z trzeciej ligi, Łady Biłgoraj. Pomimo iż zespół spadł z trzeciej ligi, w sezonie 2008/2009 grał w niej nadal, bowiem 7 stycznia 2007 obradujące w Warszawie walne zgromadzenie sprawozdawczo–statutowe Polskiego Związku Piłki Nożnej przyjęło nową strukturę piłkarskich rozgrywek centralnych od sezonu 2008/2009 – cztery ligi centralne, od ekstraklasy przez pierwszą, dwie grupy drugiej do ośmiu grup trzeciej ligi. Druga liga stała się więc pierwszą, trzecia drugą, a czwarta trzecią. Łada pod wodzą Adamusa spisywała się słabo. W trakcie 30 ligowych kolejek zgromadziła 23 punkty i plasując się na ostatnim miejscu, spadła do czwartej ligi. Powodem słabej dyspozycji zespołu był brak piłkarzy. Na treningach do dyspozycji Adamusa było pięciu-sześciu graczy, co spowodowało, że do składu dołączyli juniorzy. Na początku rundy wiosennej z drużyny odeszło trzech Ukraińców, dlatego też w jednym z ligowych spotkań w polu musiał grać rezerwowy bramkarz. Po zakończeniu rozgrywek Adamus odszedł z klubu, a jego miejsce zajął Ireneusz Zarczuk.

### Stal Kraśnik i Stal Stalowa Wola (2009–2011)
Po odejściu z Łady Biłgoraj Adamus wymieniany był w gronie kandydatów na nowego trenera Stali Stalowa Wola. Nie otrzymał jednak żadnego telefonu ze stalowowolskiego klubu, a sam przyznał, że nie należy do szkoleniowców, którzy sami wysyłają papiery do zarządu. Postanowił więc przyjąć ofertę Stali Poniatowa. Nie pracował w niej jednak długo, ponieważ na pierwszych zajęciach nie było tych graczy, których nazwiska dostał od działaczy, i stwierdził, że nie będzie pracował w tak skrajnych warunkach. Ostatecznie został więc trenerem Stali Kraśnik, gdzie na stanowisku szkoleniowca zastąpił Wojciecha Stopę. Został zwolniony w maju 2010. Zarząd zarzucił mu słabe wyniki (brak zwycięstwa w rundzie wiosennej). Adamus stwierdził, że na wiele spraw w klubie nie miał wpływu. Prawie w każdym meczu miał do dyspozycji wąską kadrę. Tak samo było podczas przygotowań, a transfery robione były w ostatniej chwili. Dodał także, że ciężko zbudować drużynę, z której ciągle odchodzą najlepsi zawodnicy. Miejsce na ławce trenerskiej zajął Dariusz Matysiak, lecz pod jego wodzą zespół również nie spisywał się najlepiej i zajmując 14. pozycję w ligowej tabeli spadł do IV ligi.
W czerwcu 2010 pojawiła się informacja, że Adamus zostanie nowym trenerem Stali Stalowa Wola, która spadła z pierwszej do drugiej ligi. Oficjalnie został nim ogłoszony ostatniego dnia miesiąca, gdy wygasła umowa dotychczasowego szkoleniowca, Janusza Białka. 28 listopada 2011 został zwolniony z funkcji trenera Stali.

## Statystyki trenerskie
(Stan na koniec sezonu 2009/2010)
| Drużyna                  | Kraj    | Od              | Do               | Wyniki | Wyniki | Wyniki | Wyniki | Wyniki  |
| Drużyna                  | Kraj    | Od              | Do               | M      | Z      | R      | P      | % Zwyc. |
| ------------------------ | ------- | --------------- | ---------------- | ------ | ------ | ------ | ------ | ------- |
| Stal Stalowa Wola        | Polska  | 26 czerwca 2003 | 25 września 2003 | 10     | 5      | 1      | 3      | 50      |
| Stal Stalowa Wola        | Polska  | lipiec 2004     | 30 marca 2007    | 91     | 37     | 26     | 28     | 40.65   |
| Ruch Wysokie Mazowieckie | Polska  | 22 czerwca 2007 | 28 kwietnia 2008 | 25     | 17     | 2      | 6      | 68      |
| Łada Biłgoraj            | Polska  | lipiec 2008     | lipiec 2009      | 33     | 7      | 8      | 18     | 21.21   |
| Stal Kraśnik             | Polska  | 6 lipca 2009    | 11 maja 2010     | 23     | 4      | 8      | 11     | 17.39   |
| Łącznie                  | Łącznie | Łącznie         | Łącznie          | 182    | 70     | 45     | 66     | 38.46   |

1. ↑  Statystyki zostały zaczerpnięte z serwisu 90minut.pl.
2. 1 2  Daty rozpoczęcia pracy i zakończenia jej w danym klubie również zostały zaczerpnięte z serwisu 90minut.pl.
3. ↑  Uwzględniono mecze oficjalne, tj. rozgrywki ligowe i puchar Polski wraz z Pucharami wojewódzkimi. Nie zsumowano meczów towarzyskich, sparingów, gier kontrolnych itp.